# Léon Gautier (Soldat)

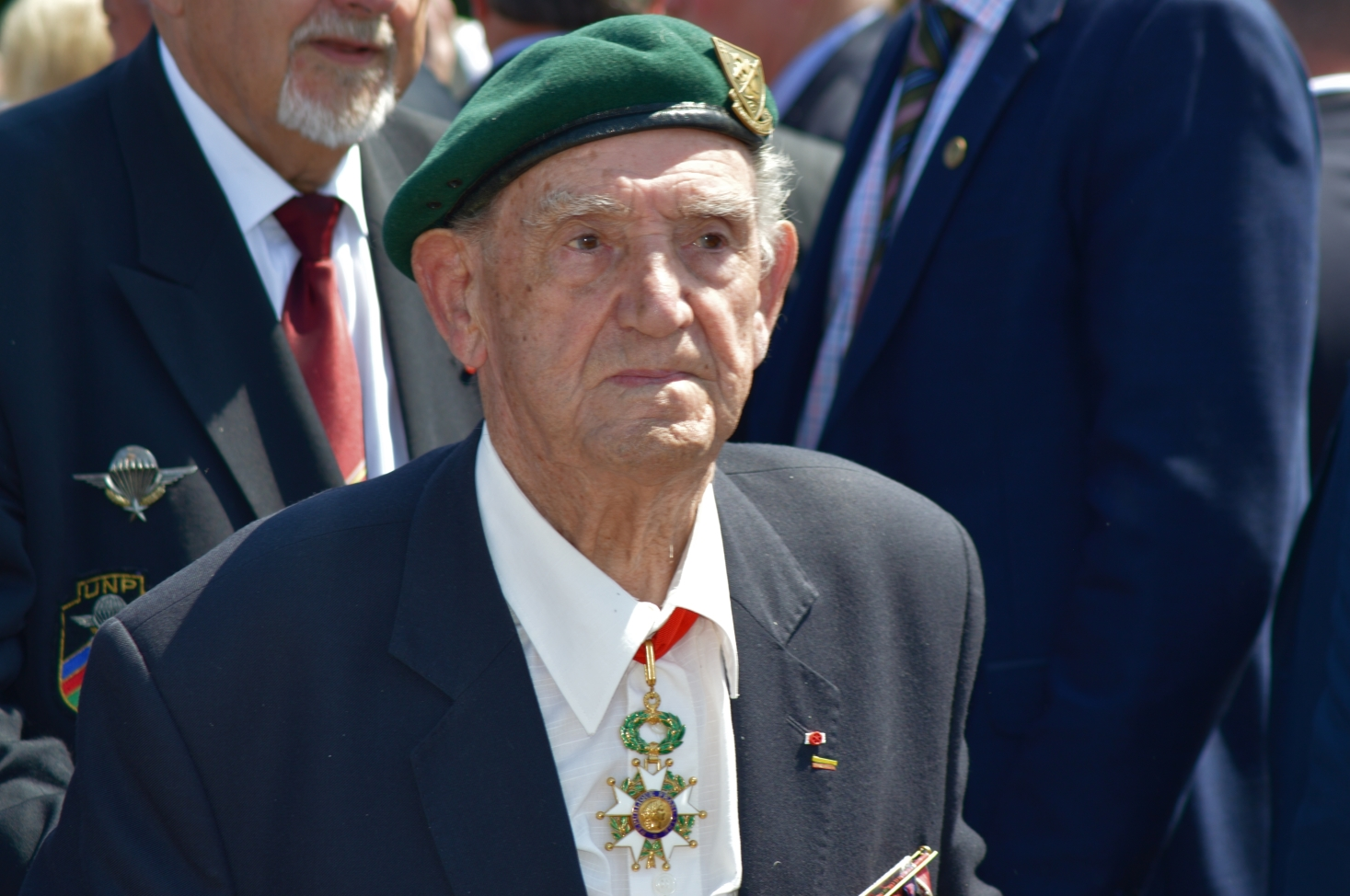
Léon Gautier (2017)

Léon Gautier (* 27. Oktober 1922 in Fougères; † 3. Juli 2023 in Caen) war ein französischer Soldat und Weltkriegs-Veteran.

## Leben und Wirken
Léon Gautier erlernte den Beruf des Kfz-Schlossers. Mit 17 Jahren trat er 1940 der Marine Nationale bei. Er war während des Zweiten Weltkriegs als Soldat in Frankreich, England und Kamerun im Einsatz.
Am 6. Juni 1944 gehörte Gautier bei der Landung in der Normandie der Truppe des Kommando Kiefer an, welche als erste Alliierten die von den Nationalsozialisten besetzten Strände Nordfrankreichs stürmten und damit die Befreiung von Westeuropa eingeleitet hatten. Die Kommandos verbrachten insgesamt 78 Tage an der Front und von den 177 Angehörigen des Bataillons entkamen nur rund zwei Dutzend dem Tod.
Im Frühjahr 1946 heiratete er die Britin Dorothy († 2016) und beide lebten zunächst im Vereinigten Königreich. Im Jahr 1954 kehrte Gautier mit seiner Frau in sein Heimatland Frankreich zurück und sie lebten fortan in Ouistreham. Eine jahrzehntelange Freundschaft verband Gautier mit dem deutschen Fallschirmjäger Johannes Börner (1925–2018), welcher sich nach Kriegsende dort niederließ und ein Restaurant führte. Im Jahr 1982 ging Gautier in den Ruhestand.
Léon Gautier trat ab 1992 als Zeitzeuge in mehreren Dokumentarfilmen auf und hielt zudem Vorträge an Schulen und Universitäten. Nach dem Tod von Hubert Fauré am 17. April 2021 im Alter von 106 Jahren war Léon Gautier der letzte noch lebende Franzose, welcher als Soldat am D-Day beteiligt war. Er war zudem jährlich bei der Gedenkfeier des Geschehens ein Ehrengast, zuletzt am 6. Juni 2023 auf Einladung von Emmanuel Macron.
Léon Gautier starb am 3. Juli 2023 im Alter von 100 Jahren.